# Luca Pellegrini (calciatore 1963)
Luca Pellegrini (Varese, 24 marzo 1963) è un ex calciatore italiano, di ruolo difensore.

## Biografia
Anche i suoi fratelli minori Davide e Stefano sono stati calciatori. Abbandonati i campi di calcio all'età di trentadue anni, diventa socio di una ditta che opera nell'ambito portuale. È inoltre collaboratore di Sky Sport e Primocanale in veste di opinionista e commentatore tecnico.
Nel 2025 si candida alle elezioni comunali di Genova nella lista Vince Genova a sostegno del candidato di centro-destra Pietro Piciocchi ma con 169 preferenze si piazza solo 18º in lista.

## Carriera
Cresciuto nel Varese con cui vinse il campionato di Serie C1 1979-1980, ha poi giocato nella Sampdoria di Paolo Mantovani per undici anni, dal 1980 al 1991; con i blucerchiati, di cui indossò anche la fascia di capitano, vinse lo storico scudetto della stagione 1990-1991, oltre alla Coppa delle Coppe 1989-1990 e a tre Coppe Italia.
Nel 1991 venne ceduto al Verona, dove rimase per un biennio prima di chiudere la carriera con le maglie di Ravenna, nel torneo 1993-1994 di Serie B terminato con la retrocessione dei giallorossi in C1, e con il Torino nell'annata 1994-1995, in Serie A.

## Statistiche

### Presenze e reti nei club
| Stagione         | Squadra          | Campionato       | Campionato | Campionato | Coppe nazionali | Coppe nazionali | Coppe nazionali | Coppe continentali | Coppe continentali | Coppe continentali | Altre coppe | Altre coppe | Altre coppe | Totale | Totale |
| Stagione         | Squadra          | Comp             | Pres       | Reti       | Comp            | Pres            | Reti            | Comp               | Pres               | Reti               | Comp        | Pres        | Reti        | Pres   | Reti   |
| ---------------- | ---------------- | ---------------- | ---------- | ---------- | --------------- | --------------- | --------------- | ------------------ | ------------------ | ------------------ | ----------- | ----------- | ----------- | ------ | ------ |
| 1978-1979        | Varese           | B                | 2          | 1          | CI              | 0               | 0               | -                  | -                  | -                  | -           | -           | -           | 2      | 1      |
| 1979-1980        | Varese           | C1               | 24         | 0          | CI-S            | ?               | ?               | -                  | -                  | -                  | -           | -           | -           | 24+    | 0+     |
| Totale Varese    | Totale Varese    | Totale Varese    | 26         | 1          |                 | ?               | ?               |                    | -                  | -                  |             | -           | -           | 26+    | 1+     |
| 1980-1981        | Sampdoria        | B                | 30         | 1          | CI              | 2               | 0               | -                  | -                  | -                  | -           | -           | -           | 32     | 1      |
| 1981-1982        | Sampdoria        | B                | 24         | 0          | CI              | 1               | 0               | -                  | -                  | -                  | -           | -           | -           | 25     | 0      |
| 1982-1983        | Sampdoria        | A                | 27         | 0          | CI              | 2               | 0               | -                  | -                  | -                  | -           | -           | -           | 29     | 0      |
| 1983-1984        | Sampdoria        | A                | 24         | 0          | CI              | 6               | 0               | -                  | -                  | -                  | -           | -           | -           | 30     | 0      |
| 1984-1985        | Sampdoria        | A                | 26         | 0          | CI              | 9               | 0               | -                  | -                  | -                  | -           | -           | -           | 35     | 0      |
| 1985-1986        | Sampdoria        | A                | 29         | 0          | CI              | 13              | 1               | CdC                | 4                  | 0                  | -           | -           | -           | 46     | 1      |
| 1986-1987        | Sampdoria        | A                | 30+1       | 0          | CI              | 5               | 0               | -                  | -                  | -                  | -           | -           | -           | 36     | 0      |
| 1987-1988        | Sampdoria        | A                | 28         | 2          | CI              | 13              | 0               | -                  | -                  | -                  | -           | -           | -           | 41     | 2      |
| 1988-1989        | Sampdoria        | A                | 24         | 0          | CI              | 10              | 1               | CdC                | 7                  | 0                  | SI          | 1           | 0           | 42     | 1      |
| 1989-1990        | Sampdoria        | A                | 18         | 1          | CI              | 3               | 0               | CdC                | 5                  | 0                  | -           | -           | -           | 26     | 1      |
| 1990-1991        | Sampdoria        | A                | 15         | 0          | CI              | 2               | 0               | CdC                | 2                  | 0                  | SU          | 2           | 0           | 21     | 0      |
| Totale Sampdoria | Totale Sampdoria | Totale Sampdoria | 275+1      | 4          |                 | 66              | 2               |                    | 18                 | 0                  |             | 3           | 0           | 363    | 6      |
| 1991-1992        | Verona           | A                | 27         | 0          | CI              | 2               | 0               | -                  | -                  | -                  | -           | -           | -           | 29     | 0      |
| 1992-1993        | Verona           | B                | 25         | 0          | CI              | 5               | 0               | -                  | -                  | -                  | -           | -           | -           | 30     | 0      |
| Totale Verona    | Totale Verona    | Totale Verona    | 52         | 0          |                 | 7               | 0               |                    | -                  | -                  |             | -           | -           | 59     | 0      |
| 1993-1994        | Ravenna          | B                | 37         | 0          | CI              | 1               | 0               |                    | -                  | -                  |             | -           | -           | 38     | 0      |
| 1994-1995        | Torino           | A                | 14         | 0          | CI              | 0               | 0               | -                  | -                  | -                  | -           | -           | -           | 14     | 0      |
| Totale carriera  | Totale carriera  | Totale carriera  | 405        | 5          |                 | 74+             | 2+              |                    | 18                 | 0                  |             | 3           | 0           | 500+   | 7+     |

## Palmarès

### Club

#### Competizioni nazionali
- Campionato italiano Serie C1: 1

Varese: 1979-1980 (girone A)
- Coppa Italia: 3

Sampdoria: 1984-1985, 1987-1988, 1988-1989
- Campionato italiano: 1

Sampdoria: 1990-1991

#### Competizioni internazionali
- Coppa delle Coppe: 1

Sampdoria: 1989-1990